# Koncilet i Efesos
Koncilet i Efesus blev afholdt i 431 i Efesus (i det nuværende Tyrkiet under Kejser Theodosius II. Det var det tredje økumeniske koncil. Omkring 200 biskopper var tilstede fra starten; omkring 50 fra vest ankom i løbet af koncilet. 
Koncilets hovedtema var nestorianisme, en retning indenfor kristendommen som stærkt fremhævede Jesu Kristi menneskelige natur. Koncilfædrene mente at de lagde for meget vægt på hans menneskelige natur, hvilket blev på bekostning af hans guddommelige natur. Diskussionerne blev ført i en ophidset stemning. Nestorius blev fordømt for sin lære, som i hovedtræk gik ud på at Jomfru Maria fødte et menneske, Jesus Kristus, og ikke Gud eller Logos (Ordet, Guds søn). Logos boede i ham som i et tempel, og Kristus blev beskrevet som Theophoros, 'Gudebæreren'. Maria måtte dermed kadles Khristotokos (Kristi mor, Kristusfødersken) og ikke Theotokos, (Guds mor, Gudsfødersken).
Koncilfædrene erklærede at Jesus var én person, ikke et "delt menneske". Han var fuldt ud Gud og fuldt ud menneske. De erklærede videre at Jomfru Maria var Theotokos, fordi hun ikke fødte et menneske, men Gud som menneske. De to naturer – guddommelig og menneskelig – var efter deres lære forenet på en sådan måde at de ikke kom i konflikt med hinanden. 
Den nikænske trosbekendelse blev bekræftet, og det blev slået fast at det ikke var tilladt at ændre trosbekendelsen.
Koncilet fordømte også pelagianismen, en læreretning som hævdede at arvesynden ikke eksisterer, og at mennesket derfor kan frelse sig selv uden Guds indgriben.